# Elvaston
Elvaston es una villa ubicada en el condado de Hancock en el estado estadounidense de Illinois. En el Censo de 2010 tenía una población de 165 habitantes y una densidad poblacional de 79,73 personas por km².

## Geografía
Elvaston se encuentra ubicada en las coordenadas 40°23′44″N 91°14′56″O / 40.39556, -91.24889. Según la Oficina del Censo de los Estados Unidos, Elvaston tiene una superficie total de 2.07 km², de la cual 2.07 km² corresponden a tierra firme y (0%) 0 km² es agua.

## Demografía
Según el censo de 2010, había 165 personas residiendo en Elvaston. La densidad de población era de 79,73 hab./km². De los 165 habitantes, Elvaston estaba compuesto por el 96.36% blancos, el 0.61% eran afroamericanos, el 0% eran amerindios, el 0% eran asiáticos, el 0% eran isleños del Pacífico, el 2.42% eran de otras razas y el 0.61% pertenecían a dos o más razas. Del total de la población el 1.21% eran hispanos o latinos de cualquier raza.